# ATP-toernooi van Birmingham Indoor
Het ATP-toernooi van Birmingham Indoor (ook bekend onder de naam Diet Pepsi Indoor Challenge) was een tennistoernooi van de ATP-Tour dat in 1991 plaatsvond op indoor tapijtbanen van de National Indoor Arena in de Britse stad Birmingham. 

## Finales

### Enkelspel
| Jaar | Winnaar       | Runner-up       | Uitslag  |
| ---- | ------------- | --------------- | -------- |
| 1991 | Michael Chang | Guillaume Raoux | 6-3, 6-2 |

### Dubbelspel
| Jaar | Winnaar                   | Runners-up                  | Uitslag  |
| ---- | ------------------------- | --------------------------- | -------- |
| 1991 | Jacco Eltingh Paul Wekesa | Ronnie Båthman Rikard Bergh | 7-5, 7-5 |

ITF-toernooien (mannen en vrouwen)

ATP-toernooien (mannen) – ATP-seizoen 2025

WTA-toernooien (vrouwen) – WTA-seizoen 2025

Voormalige toernooien mannen
Voormalige toernooien vrouwen
Voormalige amateurtoernooien